# 四齿兔唇花
四齿兔唇花（学名：Lagochilus chingii）为唇形科兔唇花属下的一个种。

## 扩展阅读
- 維基物種上的相關：四齿兔唇花